# Jürgen Storbeck
Jürgen Storbeck (Flensburg, 1946) is een voormalig directeur van Europol.

## Levensloop
Storbeck studeerde Rechten in Bonn, Tübingen en München. In 1977 trad hij in dienst als 'Kriminalrat', een leidinggevende functie is bij de landelijke recherche in Wiesbaden, het Bundeskriminalamt.
In 1983 kreeg hij de leiding over de afdeling voor internationale rechtshulp en opsporing. In 1990 werd hij lid van de opbouwstaf van het Bondsministerie van Binnenlandse Zaken en kreeg hij de verantwoordelijkheid over de reorganisatie van de toenmalige Kriminalpolizei van de Deutsche Volkspolizei. Vanaf 1991 gaf Storbeck leiding aan het Nationale Zentralbüro, ofwel het Duitse kantoor van Interpol dat deel uitmaakt van de landelijke recherche.
In 1992 ging hij naar Den Haag om daar te werken aan de opzet van Europol. Van deze Europese politieorganisatie was hij vervolgens de eerste directeur voor de periode van 1 juli 1999 tot 30 juni 2004; hij werd opgevolgd door zijn landgenoot Max-Peter Ratzel. In 2004 werd Storbeck onderscheiden met het Bundesverdienstkreuz 1e Klasse.
Na terugkeer uit Den Haag, werd Storbeck de coördinator voor het Bondsministerie van Binnenlandse Zaken op het terrein van politionele samenwerking met de Golfstaten. Vervolgens werd hij voor de periode van 2006 tot 2011 benoemd tot afdelingsleider van de politie van het Ministerie van Binnenlandse Zaken van de deelstaat Brandenburg.